# Ctenosaura alfredschmidti
Ctenosaura alfredschmidti är en ödleart som beskrevs av Köhler 1995. Ctenosaura alfredschmidti ingår i släktet Ctenosaura och familjen leguaner. IUCN kategoriserar arten globalt som nära hotad. Inga underarter finns listade i Catalogue of Life.
Arten är bara känd från området kring orten Campeche i södra Mexiko. Den lever där i fuktiga skogar i kulliga landskap.